# Upazila

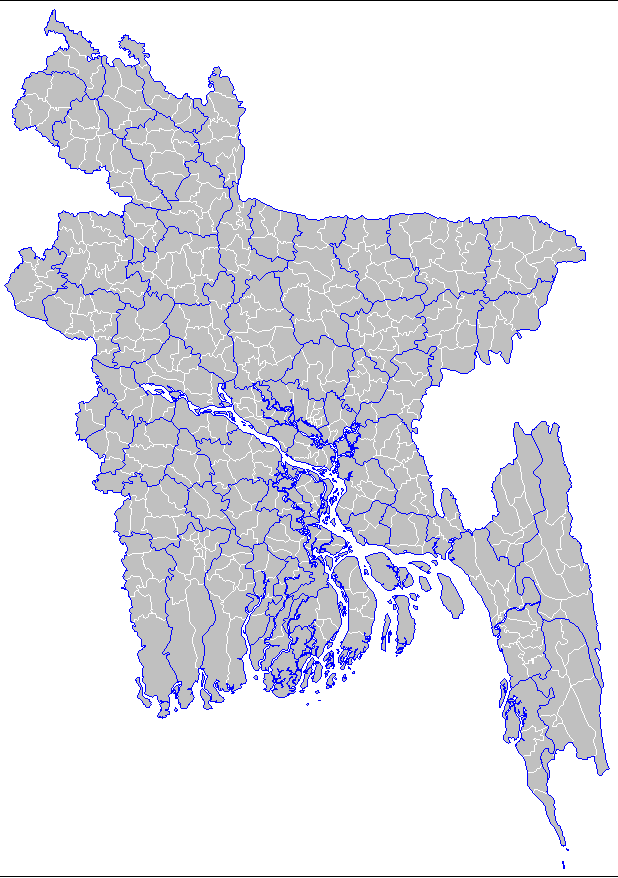
Uppdelning av Bangladesh i upazila.

Upazila (bengali: উপজেল), bokstavligen underdistrikt och tidigare kallat Thana (bengali: থানা),  polistation, är en administrativ enhet i Bangladesh. Det är en undernivå till distrikten Zila och är uppdelade i Unions. Upazilan har ansvar för grundutbildning, hälso- och sjukvård samt lokal infrastruktur. 
Ledningen för en upazila består av en ordförande, som väljs på fem år, ordförandena i de folkvalda styrelserna i varje union i upazilan, samt tre kvinnor som tillsätts av regeringen. Dessutom ingår ett antal tjänstemän utan rösträtt.
Det finns för närvarende (2020) 492 upazila i Bangladesh.